# Tarzan and the Leopard Men
Tarzan and the Leopard Men (Brasil: Tarzan e os Homens Leopardos / Portugal: Tarzan e os Homens Leopardo) é um romance de autoria do escritor norte-americano Edgar Rice Burroughs. Publicado em 1935, é o décimo-oitavo de uma série de vinte e quatro livros sobre o personagem Tarzan.
Escrito em 1931, após Tarzan Triumphant e antes de Tarzan and the City of Gold, a obra somente foi publicada em livro quatro anos mais tarde. A crítica reclamou do tom político daquelas duas narrativas, o que fez com que Burroughs prometesse que essa aventura estaria em total consonância com "o rigoroso realismo das intocadas florestas da África Central".

## Resumo
Durante uma tempestade tropical, uma árvore cai sobre Tarzan, deixando-o inconsciente e amnésico. Tarzan é encontrado pelo jovem guerreiro Orando, que o liberta e acredita que ele é seu muzimo, uma espécie de anjo da guarda.
Os dois encontram os restos mortais de Nyamwegi, amigo de Orando, assassinado pelos homens-leopardos, uma sociedade secreta que aterroriza as tribos e pratica sacrifícios humanos. Eles vestem peles de leopardo e matam ritualisticamente suas vítimas com garras de aço que imitam as garras do felino.
Três norte-americanos são reféns dos homens leopardos: dois caçadores de marfim fracassados: Old Timer e Kid e a bela Kali Bwana (mulher que chefia), banida pelo comandante de seu safári após repelir suas investidas.
Agora, Tarzan precisa reunir os companheiros de Orando para derrubar a fortaleza dos assassinos, destruir o culto pagão e salvar Kali Bwana do maléfico alto sacerdote.

## História editorial
O romance foi escrito entre 9 de julho e 25 de setembro de 1931.
Foi publicado inicialmente na revista pulp Blue Book Magazine, em seis números consecutivos, de agosto de 1932 a janeiro de 1933. Joseph Chenoweth ilustrou as capas dos três primeiros números e Frank Hoban contribuiu com cinquenta e três ilustrações internas, espalhadas por todas as edições.
A primeira publicação em livro (capa dura) saiu pela Edgar Rice Burroughs, Inc. em 7 de setembro de 1935, com capa e quatro desenhos nas páginas internas de autoria de J. Allen St. John.
Esta foi a última aventura de Tarzan publicada pela editora brasileira Companhia Editora Nacional, em 1948, com tiragem de vinte mil exemplares. Entre 1956 e 1959, foram feitas outras três reimpressões de cinco mil, as duas primeiras e dez mil exemplares -- a última. A segunda e terceira edições foram publicadas em dois volumes. O livro é o de número 75 da respeitada coleção Terramarear.
Também no Brasil, em 1971, a Editora Record publicou o romance, com o título sutilmente alterado para Tarzan e os Homens-Leopardo, com tradução de Paulo Násser e capa de Burne Hogarth.
Em Portugal, a obra saiu pela Portugal Press, de Lisboa.

## Adaptações

### Quadrinhos
A primeira quadrinização foi na forma de tiras diárias, com ilustrações de Rex Maxon e roteiro de Don Garden. Os jornais publicaram o material de 30 de dezembro de 1935 a 20 de junho de 1936.
O romance nunca foi adaptado para revista em quadrinhos, ainda que os homens leopardos tenham aparecido nas publicações de Tarzan e de Korak editadas pela Dell Comics e pela Gold Key Comics.

### CinemaeTV
Apesar do livro nunca ter recebido uma versão cinematográfica, o culto dos homens leopardos foi mostrado no filme Tarzan and the Leopard Woman.
Esse mesmo culto também apareceu no terceiro episódio da telessérie Tarzan: The Epic Adventures (1996-1997), intitulado The Leopard Queen.
Os homens leopardos, sem o culto e o canibalismo, foram focalizados ainda no décimo-sexto episódio da primeira temporada da série de animação The Legend of Tarzan, intitulado Tarzan and the Leopard Men Rebellion. A série foi produzida pela Disney.

### Outras
A companhia de brinquedos Trendmasters lançou, em 1996, diversas action figures de homens leopardos dentro de sua linha de produtos baseados na telessérie Tarzan: The Epic Adventures.